# José António Saraiva
José António Paula Saraiva (Lisboa, 31 de janeiro de 1948 – Lisboa, 6 de março de 2025) foi um arquiteto, jornalista, cronista e autor português.

## Biografia
Era filho de António José Saraiva (31 de dezembro de 1917 – 17 de março de 1993) e de sua mulher Maria Isabel da Silva Granate Lopes de Paula (4 de setembro de 1920 – 4 de dezembro de 2014), de ascendência holandesa e sobrinho de José Hermano Saraiva.
Arquiteto de formação, licenciou-se em 1973, pela Escola Superior de Belas-Artes de Lisboa, tendo exercido essa profissão durante quinze anos.
Antes da conclusão do curso, já se tinha iniciado como jornalista, tendo ao longo da sua carreira integrado as redações dos jornais Comércio do Funchal, Diário de Lisboa, República, Opção, A Bola, A Luta, Portugal Hoje, Vida Mundial, Espaço T Magazine, Baluarte e Diário de Notícias.
No ano de 1985, foi designado diretor do semanário Expresso, funções que ocupou até 2006.
Foi ainda professor convidado no Instituto de Estudos Políticos da Universidade Católica Portuguesa, depois de ter assegurado a disciplina de Escrita para Televisão, no Centro de Formação da RTP, entre 1977 e 1980.
Em 2004, foi galardoado com o Prémio Luca de Tena de Jornalismo, atribuído pelo jornal espanhol ABC.
Casou em 1973 com Isabel Maria das Neves Cabrita, de quem tinha dois filhos, Francisco Cabrita Saraiva e José Cabrita Saraiva.
Morreu no dia 6 de março de 2025, aos 77 anos, vítima de cancro.

## Polémica
Em setembro de 2016, publicou o livro Eu e os Políticos: o que não pude (ou não quis) escrever até hoje, uma edição da Gradiva e do editor Guilherme Valente. Baseia-se em informações do próprio e de várias fontes que se lhe confidenciaram sobre figuras públicas portuguesas. No seu lançamento, o livro esteve para ser apresentado pelo antigo primeiro-ministro Pedro Passos Coelho, que pediria ao autor para ser desobrigado dessa tarefa, após ter lido a obra, onde se fala da vida privada de alguns políticos.
Fernanda Câncio apresentou queixa contra o autor e o editor da obra, alegando devassa da vida privada.
Em março de 2017, o Tribunal da Relação de Lisboa ordenou a recolha da obra ainda à venda, nomeadamente as 13 edições com 30 mil exemplares. O Tribunal da Relação de Lisboa decidiu, em novembro de 2017, que o caso seguiria para julgamento.
Em julho de 2020, Saraiva foi condenado pelo Tribunal Judicial de Lisboa pelo crime de devassa da vida privada, tendo de pagar uma multa diária de 30 euros durante 180 dias, perfazendo um total de 5 400 euros. Foi ainda condenado a pagar uma indemnização à jornalista Fernanda Câncio e a Abílio Leitão, copy desk e fotógrafo, que trabalhou no jornal Expresso (15 mil euros a cada um).
O juiz considerou que as referências aos dois queixosos não podiam ser toleradas ao abrigo da liberdade de expressão.
A obra continuou a ser publicada, expurgada do texto ofensivo.

## Obras publicadas
- Do Estado Novo à Segunda República. Amadora, Bertrand, 1974
- O 25 de Abril visto da história: do 25 de Abril às Presidenciais falando do século XIX, da República, de Salazar com Vicente Jorge Silva. Amadora, Bertrand, 1976
- O 28 de Maio e o Fim do Liberalismo: das lutas liberais de Oitocentos ao advento da República, 2 vols. com Júlio Henriques. Amadora, Bertrand, 1977
- Bertrand - A História de uma Editora. Amadora, Bertrand, 1979
- O Palácio de Belém. Lisboa, Inquérito, 1985
- O Último Verão na Ria Formosa (romance). Lisboa, Dom Quixote, 2001
- Confissões de um director de jornal: nos bastidores do Expresso e do poder'. Lisboa, Dom Quixote, 2003
- Jardim Colonial. Lisboa, Dom Quixote, 2005
- As Herdeiras de Adriano Gentil. Cruz Quebrada, Oficina do Livro, 2006
- Confissões: os últimos anos do Expresso, o nascer do Sol e as conversas com políticos à mesa. Cruz Quebrada, Oficina do Livro, 2006
- Política á portuguesa: ideias, pessoas e factos, seguido de Cronologia dos últimos 200 anos . Cruz Quebrada, Oficina do Livro, 2007
- Documentos Diplomáticos (2009)
- O Cão que Pensava Demais (romance). Lisboa, Edições Nelson de Matos, 2011
- Eu e os Políticos: o que não pude (ou não quis) escrever até hoje. Lisboa, Gradiva, 2016
- Eu e os Outros: uma espécie de memórias. Lisboa, Gradiva, 2019
- Salazar, a queda de uma cadeira que não existia: Estado Novo, a história como nunca foi contada. Lisboa, Gradiva, 2020
- Caetano, o drama do político obrigado a ter duas faces: Estado Novo, a história como nunca foi contada. Lisboa, Gradiva, 2020
- Salazar e Caetano, o tempo em que ambos acreditavam chefiar o governo: Estado Novo, a história como nunca foi contada. Lisboa, Gradiva, 2020
- António José Saraiva: a intimidade de um intelectual indomável: fotobiografia, de António Manuel P. Saraiva, José António Saraiva, Pedro António P. Saraiva. Lisboa, Gradiva, 2022
- Salazar e a sua época: Da infância em Santa Comba à ida para Lisboa, vol. 1. Lisboa, Gradiva, 2022
- Salazar e a sua época: Do Terreiro do Paço a S. Bento, vol. 2. Lisboa, Gradiva, 2022
- O Homem que Mandou Matar o Rei D. Carlos. Lisboa, Gradiva, 2024